# 2 Korpus Gwardii (Imperium Rosyjskie)
2 Korpus Gwardii Imperium Rosyjskiego (ros. 2-й гвардейский корпус) – jeden ze związków operacyjno-taktycznych  Imperium Rosyjskiego w czasie I wojny światowej. Sformowany w listopadzie 1915. Rozformowany na początku 1918.
Walczył w operacjach frontów: Południowo-Zachodniego (1915 – listopad 1916) i Zachodniego.

## Podporządkowanie
- Armii Specjalnej (28 grudnia 1915 – 1 sierpnia 1916)
- 8 Armii (1–15 września 1916)
- Armii Specjalnej (1 października 1916 – 18 marca 1917)
- 11 Armii (8 kwietnia – 8 czerwca 1917)
- 7 Armii (od 16 czerwca 1917)
- 7 Armii (15 listopada – grudzień 1917)

## Dowódcy Korpusu
- gen. piechoty W.A. Ołochow (grudzień 1915 – maj 1916)
- gen. lejtnant G.O. Rauch (maj 1916 – kwiecień 1917)
- gen. lejtnant G.N. Wiranowskij (kwiecień – sierpień 1917)
- gen. lejtnant W.W. Czernawin (od sierpnia 1917)